# 地衡風
地衡風（ちこうふう）とは、気圧傾度力とコリオリ力の釣り合いの結果生じる風である。摩擦力がほとんど働かない上層における風は地衡風に近い。
海洋でも同じ釣り合いの流れがあり、その場合地衡流（ちこうりゅう）と呼ばれることもある。

## 概要
気圧傾度力は気圧の高い方から低い方へ向かって等圧線に直角に働き、コリオリの力は北半球では風の進行方向を向いて右向きに（南半球では左向きに）働く。
それゆえ地衡風は、等圧線に沿って北半球では気圧の高い方を右手に（南半球では左手に）見る向きに吹く。
なお、等圧線が屈曲している場合には、気圧傾度力とコリオリの力に加えて遠心力が働く。この三つの力が釣り合った状態で吹く風を傾度風という。

## 導出
地衡風が成り立つのは、代表的な流れの速さ U 、地球回転の効果を表すコリオリパラメータf、流れ場の代表的な水平長さ L で作られる無次元量であるロスビー数U/(fL) が、小さいときである。地球流体力学の運動方程式を、この条件の下で微小な項を無視し定常な場合を考えることによって、
{\displaystyle {\begin{aligned}fv&={\frac {1}{\rho }}{\frac {\partial p}{\partial x}}\\-fu&={\frac {1}{\rho }}{\frac {\partial p}{\partial y}}\end{aligned}}}
を得る。ここに xy は、それぞれ東向き北向きにとり、uv は、東向き北向きの流速。 ρ は密度である。これは、ロスビー数による展開の零次のバランスとも考えられる。一次の項まで展開したものが準地衡流近似である。

## 地衡風の計算
大気や海洋のように水平スケールが鉛直スケールにくらべて圧倒的に大きい流れでは、静水圧近似
{\displaystyle {\frac {\partial p}{\partial z}}=-g\rho }
が成り立つ。g は重力加速度で、z は上向きにとる。
大気や海洋の実際の観測では、地面（あるいは海面）までの距離 z を正確に測るのは困難で、圧力 p を鉛直座標に用いることが多い。圧力座標の下では {\displaystyle dp=-\rho d\Phi } で定義されるジオポテンシャル Φ を用いて、地衡風の式の右辺は {\displaystyle -\partial \Phi /\partial x} などとなる。
ジオポテンシャル Φ は、定義により密度の逆数（比容）を鉛直に積分することによって求められる。密度は大気の場合温度と湿度、海洋の場合温度と塩分を観測することによって、状態方程式を用いて求められる。

## 海洋の地衡流の計算
大気の場合積分を開始する海面気圧が比較的容易に観測できるのに対し、海底の圧力変動を観測するのは容易ではない。そのため海洋の地衡流を計算するには
- 海底圧力計を設置した上で、温度塩分の観測をする。
- 海底に近くなるほど流れは弱くなるため、ある深さで流れが零になると仮定してそこからジオポテンシャルを計算する。
- 温度あるいは塩分の移流の式を同時に満たすように、海底での流速を推定する。
- ある領域を囲むように温度塩分断面観測をおこない、領域内の流量保存則を用いる。
- 温度塩分と同時に、何点かで流速も測定し、それによって補正を行う。

などの方法が行われる。
海面高度は、人工衛星（TOPEX/ポセイドン、ジェイソン1など）に搭載した海面高度計で広範囲に精密な観測が可能であるが、ここから厳密に地衡流を求めることは出来ない。第一に、上記のとおり海水の密度は温度と変分によって変動するためである。第二に、仮にこの変動が無視できて海水密度一様と仮定しても、平均海面（ジオイド）が求まらないという問題がある。重力加速度 g が微小ながら場所によって変動するため、同じ深さであっても同じ海底圧力とは限らないのである。しかし、平均海面からのずれは数十センチメートル以下の量で密度と重力加速度の変動は無視できる。平均海面に等ジオポンテシャル面 Φ = 0 をおくと、{\displaystyle \Phi =g\Delta z} と近似される。Δ z は、海面高度計で測定された海面高度（平均海面からのずれ）である。これにより求められた地衡流は、海洋表面近くの地衡流の変動である。